# Caenorhinus nigricornis
Caenorhinus nigricornis is een keversoort uit de familie Rhynchitidae. De wetenschappelijke naam van de soort is voor het eerst geldig gepubliceerd in 1922 door Heller.